# تيد نيكولاو
تيد نيكولاو (بالإنجليزية: Ted Nicolaou)‏ هو كاتب سيناريو ومنتج أفلام ومونتير ومخرج أمريكي، ولد في القرن العشرين في الولايات المتحدة.

## وصلات خارجية
- تيد نيكولاو على موقع IMDb (الإنجليزية)
- تيد نيكولاو على موقع ألو سيني (الفرنسية)
- تيد نيكولاو على موقع أول موفي (الإنجليزية)
- تيد نيكولاو على موقع قاعدة بيانات الأفلام السويدية (السويدية)
- تيد نيكولاو على موقع قاعدة بيانات الفيلم (الإنجليزية)
- تيد نيكولاو على موقع كينوبويسك (الروسية)